# Fritz Harders
Friedrich „Fritz“ Harders (* 13. April 1909 in Mannheim; † 31. August 1973 in Dortmund) war ein deutscher Industriemanager.

## Leben
Fritz Harders wurde als Sohn eines Oberingenieurs geboren. Er besuchte zunächst die Bürgerschule und das Gymnasium in Mannheim, danach das König-Albert-Gymnasium in Leipzig und schließlich das Städtische Gymnasium in Dortmund, an dem er im April 1927 das Abitur ablegte. Im Anschluss studierte er bis 1933 Chemie, Mathematik, Mineralogie und Physik an den Universitäten in Halle und Münster. 1930 bestand er das Erste und 1931 das Zweite Chemische Verbandsexamen (Diplom-Ingenieur). Im Januar 1936 wurde er am mineralogisch-petrographischen Institut der Universität Münster zum Dr. phil. promoviert (Dissertation: Über die Gesteine der Löwenburg). Weitere Studien der Eisenhüttenkunde führten ihn an die Bergakademie Clausthal, an der er 1949 zum Dr.-Ing. dissertierte.
Harders begann seine Karriere beim Versuchslaboratorium der Vereinigten Aluminium-Werke AG in Töging am Inn, wo er für kurze Zeit arbeitete. Er war von 1933 bis 1935 in der silikat-chemischen und feuerfesten Abteilung des Forschungsinstitutes der Vereinigte Stahlwerke AG in Düsseldorf tätig und wechselte von dort als Laboratoriumsleiter und Direktionsassistent zu Stoecker & Kunz, einer Fabrik für feuerfeste Produkte mit Sitz in Köln-Mülheim. 1937 kehrte er zu den Vereinigten Stahlwerken zurück und wirkte bis 1939 für die Kohle- und Eisenforschungsgesellschaft in Dortmund.
Während des Zweiten Weltkrieges arbeitete Harders als Betriebsingenieur und Betriebsleiter für den Hörder Bergwerks- und Hütten-Verein. 1945 wurde er Werksdirektor und ein Jahr später Vorstandsmitglied. Der Hörder Verein ging 1951 im Zuge der Neuordnung der deutschen Eisen- und Stahlindustrie in die Dortmund-Hörder Hüttenunion AG auf. Harders, der von 1949 bis 1952 der Stahltreuhändervereinigung angehört hatte, wurde 1952 Vorstandsmitglied und stieg 1962 zum Vorstandsvorsitzenden auf. In dieser Funktion förderte er gemeinsam mit Willy Ochel die Fusion mit der Hoesch AG, welche 1966 vollzogen wurde. Bei Hoesch bekleidete er ab 1968 ebenfalls den Posten des Vorstandsvorsitzenden. Hier engagierte er sich wiederum für die Zusammenlegung von Aktiengesellschaften und war maßgeblich an der Bildung des Estel-Konzerns beteiligt, als Hoesch 1972 mit dem niederländischen Stahlwerk Koninklijke Hoogovens fusionierte.
Harders blieb bis zu seinem Tode Vorsitzender des Hoesch- und stellvertretender Vorsitzender des Estel-Vorstandes. Von 1969 bis 1973 war er Vorsitzender des Stahlinstituts VDEh. Des Weiteren fungierte er als Präsident der Dortmunder Industrie- und Handelskammer.
Fritz Harders war mit Ulla Taurke verheiratet und hatte sechs Kinder.